# Папоротчук гірський
Папоротчук гірський (Origma robusta) — вид горобцеподібних птахів родини шиподзьобових (Acanthizidae). Ендемік Нової Гвінеї. Мешкає в гірських тропічних лісах Центрального хребта на висоті 1250–3680 м над рівнем моря.
Довгий час гірського папоротчука відносили до роду Папоротчук (Crateroscelis), однак за результатами молекулярно-філогенетичного дослідження 2018 року він був віднесений до роду Оригма (Origma)

## Підвиди
Виділяють шість підвидів:
- O. r. peninsularis (Hartert, E, 1930) (північний захід Нової Гвінеї);
- O. r. bastille (Diamond, 1969) (північне узбережжя Нової Гвінеї);
- O. r. diamondi (Beehler & Prawiradilaga, 2010) (гори Фоджа);
- O. r. deficiens (Hartert, E, 1930) (гори Циклопів);
- O. r. sanfordi (Hartert, E, 1930) (захід і центр Нової Гвінеї);
- O. r. robusta (De Vis, 1898) (схід і південний схід Нової Гвінеї).